# Mario Adorf
Pour les articles homonymes, voir Adorf.
 (juin 2018).
Mario Adorf, né le 8 septembre 1930 à Zurich, est un acteur germano-suisse.
Distingué par de nombreux prix, il est l’un des acteurs actuels de langue allemande et italienne les plus marquants sur la scène, à l’écran et à la télévision.

## Origines et études
Mario Adorf est le fils naturel d'Alice Adorf, assistante radiologue allemande d’origine alsacienne (voir discussion) et d’un chirurgien italien (d'origine calabraise) marié, le Dr Matteo Menniti. Il a grandi auprès de sa mère en Allemagne à Mayen dans la région montagneuse de l’Eifel. Il fréquente le jardin d’enfants des sœurs de Borromeo et l’école communale. À partir de 1950, il étudie la philosophie, la psychologie, la criminologie, la littérature, l’histoire de la musique et la dramaturgie à l'université Johannes-Gutenberg de Mayence. Il fit partie un temps d’un club de boxe et fut membre d’une troupe théâtrale d’étudiants.
En 1953, il va à Zurich pour y continuer ses études et travaille peu de temps comme figurant et assistant-metteur en scène au théâtre Schauspielhaus de Zurich. Il interrompt cependant sa formation d’acteur mais les continue à la célèbre école Otto Falckenberg de Munich. En 1954, il a ses premiers rôles au théâtre Kammerspiele de Munich où il est engagé à la fin de ses études de 1955 à 1962.

## Carrière
Après avoir joué quelques petits rôles au cinéma, il est découvert par un plus grand public pour son interprétation d’un meurtrier misogyne psychopathe dans le film de La Nuit quand le diable venait ou Les SS frappent la nuit (Nachts, wenn der Teufel kam). Par la suite, il est confiné pendant de nombreuses années dans le rôle du « méchant ».
Dans l’épopée style Western Winnetou (d’après le roman de Karl May), c’est lui qui tient le rôle de Santer, l’ennemi du chef indien Winnetou dont il tue la sœur Ntcho-Tchi (jouée par Marie Versini). Dans Ces messieurs aux gilets blancs (Die Herren mit der weißen Weste), il joue le bandit Bruno 'Dandy' Stiegler.
Il connaît aussi un succès international au cinéma. Son répertoire s’étend des rôles de petits malfrats et de brutes à ceux de chefs mafieux et de membres honorables de la haute société.
Il est aussi marqué par sa culture italienne. Dans Die Ermordung Matteottis (L’assassinat de Matteotti) il incarne le Duce Mussolini, à qui il ressemble d'ailleurs de façon marquante.
Il n'est pas ignoré du nouveau cinéma allemand. Dans le film L'Honneur perdu de Katharina Blum (Die verlorene Ehre der Katharina Blum), d’après le roman de Heinrich Böll), il incarne le commissaire Beizmenne.
Dans Le Tambour (d’après le roman de Günter Grass), il joue le rôle du père Mazerath qui meurt étouffé en avalant de travers son insigne du parti nazi NSDAP dans une cave pendant un bombardement.
Vers le milieu des années 1980, son image de marque change. Il devint l’archétype idéal pour interpréter les patriarches en tout genre, en particulier les chevaliers d’industrie comme dans Der große Bellheim.
Il est entre autres, la voix allemande du dragon dans Cœur de dragon. Adorf est apparu dans de nombreuses productions pour la télévision, en particulier dans celles du metteur en scène Dieter Wedel (en) mais il n’a jamais abandonné complètement la scène. Au cours des dernières années, il écrit des livres et s’est aussi produit comme chanteur. Il participe en outre à des comédies légères comme Der Fenstersturz.
En 2007, il est membre du jury du festival international cinématographique de Berlin présidé par le réalisateur américain Paul Schrader.
En 2016, il tient le rôle du Professeur Schubert, père du personnage fantasque égocentrique Olaf Schubert, dans la comédie Schubert in Love de Lars Büchel, désireux qu’Olaf ait un descendant qui sauvera la lignée des Schubert en voie d’extinction.

## Vie privée
Adorf est marié en secondes noces depuis 1985 avec l’ancienne mannequin française Monique Faye (née en 1946). Sa première épouse était l’actrice Lis Verhoeven (en) dont il eut une fille, Stella Maria Adorf, devenue elle aussi actrice.
Il est resté fidèle à la ville de Mayen où il a passé son enfance et y a accepté plusieurs engagements. Il y est le président du festival Burgfestspiele.

## Filmographie

### Acteur de cinéma

#### Années 1950
- 1954 : 08/15 de Paul May : Wagner
- 1955 : 08/15 s'en va-t-en-guerre (08/15 Zweiter Teil) de Paul May : Wagner
- 1955 : 08/15 Go Home (08/15 in der Heimat) de Paul May : Wagner
- 1956 : Cerises dans le jardin du voisin (Kirschen in Nachbars Garten) de Erich Engels : le clochard
- 1957 : Un petit coin de paradis (Robinson soll nicht sterben) de Josef Von Baky : Bertie
- 1957 : Des filles et des hommes (La ragazza della salina) de František Čáp : Coco
- 1957 : La Nuit quand le diable venait (Nachts, wenn der Teufel kam) de Robert Siodmak : Bruno Luedke
- 1958 : Le Médecin de Stalingrad (Der Arzt von Stalingrad) de Géza von Radványi : l'ambulancier Pelz
- 1958 : La Fille Rosemarie (Das Mädchen Rosemarie) de Rolf Thiele : Horst
- 1959 : Les Mutins du Yorik (Das Totenschiff) de Georg Tressler : Lawski, le batelier polonais
- 1959 : Le Gang descend sur la ville (de) (Am Tag, als der Regen kam) de Gerd Oswald : Werner Maurer

#### Années 1960
- 1960 : Rififi à Berlin (Bumerang) d'Alfred Weidenmann : Georg Kügler
- 1960 : Mein Schulfreund de Robert Siodmak : Niedermoser
- 1960 : Le Joueur d'échecs (Schachnovelle) de Gerd Oswald : Mirko Centowic
- 1961 : Qui êtes-vous, Monsieur Sorge ? d'Yves Ciampi : Max Klausen
- 1961 : Le Goût de la violence de Robert Hossein : Chamaco
- 1961 : À cheval sur le tigre (A cavallo della tigre) de Luigi Comencini : Tagliabue
- 1962 : Légions impériales (La leggenda di Fra Diavolo) de Leopoldo Savona : Nardone
- 1962 : Les Liaisons douteuses (Lulu) de Rolf Thiele : Rodrigo
- 1962 : Street of Temptation (en) (Straße der Verheißung) d'Imo Moszkowicz : Joe
- 1962 : La Blonde de la station 6 (Station Six-Sahara) de Seth Holt : Santos
- 1963 : La Nuit la plus longue (Die endlose Nacht) de Will Tremper : l'invité
- 1963 : Moral 63 (de) de Rolf Thiele : Axel Rottmann, le journaliste
- 1963 : La Révolte des Indiens Apaches (Winnetou - 1. Teil) de Harald Reinl : Frederick Santer
- 1963 : Annonces matrimoniales (La visita) d'Antonio Pietrangeli : Cucaracha
- 1964 : Vorsicht Mr. Dodd! (en) : Buddy Herman
- 1964 : La Chevauchée vers Santa Cruz (Der Letzte Ritt nach Santa Cruz) : Pedro Ortiz
- 1964 : Les Chercheurs d'or de l'Arkansas (Die Goldsucher von Arkansas) : Matt Ellis
- 1965 : Major Dundee : Sergeant Gomez
- 1965 : Guerre secrète (The Dirty Game) : Callaghan
- 1965 : Les Dix Petits Indiens (Ten Little Indians) : Joseph Grohmann
- 1965 : Des filles pour l'armée (Le Soldatesse) : Castagnoli
- 1965 : L'Homme d'Istambul (Estambul 65) : Bill
- 1965 : Die Herren (de) : Verleger Blech - épisode 'Die Intellektuellen'
- 1965 : Tierra de fuego (de) : Abel Dragna
- 1965 : Je la connaissais bien (Io la conoscevo bene) : Emilio
- 1966 : Escrocs d'honneur (Ganovenehre) : Georg dit Orje
- 1966 : Opération San Gennaro (Operazione San Gennaro) de Dino Risi : Sciascillo
- 1967 : Tendres Requins : Spion SB 3
- 1967 : Une rose pour tous (Una Rosa per tutti) : Paolo
- 1968 : Fantômes à l'italienne (Questi fantasmi) : Alfredo
- 1968 : Ciel de plomb (...e per tetto un cielo di stelle) : Harry
- 1968 : Pas folles, les mignonnes (Le dolci signore) de Luigi Zampa : Flic
- 1969 : Massnahmen gegen Fanatiker (en)
- 1969 : Pornissimo (en) (Engelchen macht weiter – hoppe, hoppe Reiter) : Augustin 'Gustl' Wohlfahrt
- 1969 : Le Spécialiste (Gli Specialisti) : El Diablo
- 1969 : La Tente rouge (Krasnaya palatka) : Biagi, Radio Operator

#### Années 1970
- 1970 : Cran d'arrêt d'Yves Boisset : l'homme aux long cheveux
- 1970 : La Grande Chevauchée de Robin des Bois (L'arciere di fuoco) de Giorgio Ferroni : frère Tuck
- 1970 : L'Oiseau au plumage de cristal (L'uccello dalle piume di cristallo) de Dario Argento : Berto Consalvi
- 1970 : Ces messieurs aux gilets blancs (Die Herren mit der weißen Weste) de Wolfgang Staudte : Bruno Stiegler
- 1970 : Deadlock de Roland Klick : Charles Dump
- 1971 : Un'anguilla da 300 milioni de Salvatore Samperi : Guardiapesca
- 1971 : Je suis vivant ! (La corta notte delle bambole di vetro) d'Aldo Lado : Jacques Versain
- 1972 : Les Maffiosi (La violenza: quinto potere) de Florestano Vancini : Amedeo Barrese
- 1972 : Milan calibre 9 (Milano calibro 9) de Fernando Di Leo : Rocco Musco
- 1972 : Société anonyme anti-crime (La polizia ringrazia) : le procureur Ricciuti
- 1972 : Roi, dame, valet (König, Dame, Bube) de Jerzy Skolimowski : Prof. Ritter
- 1972 : L'Empire du crime (La mala ordina) de Fernando Di Leo : Luca Canali
- 1972 : Quand les femmes perdirent leur queue de Pasquale Festa Campanile : Pap
- 1973 : Die Reise nach Wien (de) d'Edgar Reitz : Fred Scheuermann
- 1973 : Sans sommation de Bruno Gantillon : Capra
- 1973 : L'Affaire Matteotti (Il delitto Matteotti) de Florestano Vancini : Benito Mussolini
- 1974 : La Lame infernale (La polizia chiede aiuto) de Massimo Dallamano : Inspector Valentini
- 1974 : Citation directe (Processo per direttissima) de Lucio De Caro : Procuratore Benedikter
- 1974 : Brigitte, Laura, Ursula, Monica, Raquel, Litz, Maria, Florinda, Barbara, Claudia e Sofia, le chiamo tutte "anima mia" de Mauro Ivaldi
- 1975 : La Faille de Peter Fleischmann : Manager
- 1975 : L'Honneur perdu de Katharina Blum (Die Verlorene Ehre der Katharina Blum oder: Wie Gewalt entstehen und wohin sie führen kann) de Volker Schlöndorff et Margarethe von Trotta : Kommissar Beizmenne
- 1976 : Les Faux Frères (Bomber & Paganini) de Níkos Perákis : Bomber
- 1976 : MitGift (en) de Michael Verhoeven : Edgar Burgmann
- 1976 : Cœur de chien (Cuore di cane) d'Alberto Lattuada : Bormenthàl
- 1977 : Difficile morire
- 1977 : Gefundenes Fressen (de) : l'agent de police Erwin
- 1977 : Un anno di scuola (it) : Prof. Taucer
- 1977 : Un juge en danger (Io ho paura) de Damiano Damiani : juge Moser
- 1977 : Tod oder Freiheit de Wolf Gremm : Max
- 1977 : Der Hauptdarsteller (de) : Schikowski
- 1978 : L'Allemagne en automne (Deutschland im Herbst) de Brustellin (de), Hans Peter Cloos, Kluge, Fassbinder, Mainka, Reitz, Rupé, Schlöndorff, Schubert et Sinkel : membre de comité de la télévision
- 1978 : Fedora de Billy Wilder : Hotel Manager
- 1979 : Le Tambour (Die Blechtrommel) de Volker Schlöndorff : Matzerath
- 1979 : Milo-Milo (de) : Thanasis

#### Années 1980
- 1980 : L'Empreinte des géants : Meru
- 1981 : Le Lion du désert (Lion of the Desert)
- 1981 : La Désobéissance (La Disubbidienza) : Luca's father
- 1981 : Lola, une femme allemande (Lola) : Schukert
- 1982 : Invitation au voyage : Timour
- 1982 : La Côte d'amour : Louis Zannella
- 1983 : State buoni se potete : Sisto V
- 1984 : Amerika, rapports de classe (Klassenverhältnisse) : Der Onkel
- 1985 : Mary Ward (de) : pape Urbain VIII
- 1985 : Coconuts (de) : Siemann
- 1985 : Le Pacte Holcroft (The Holcroft Covenant) : Erich Kessler / Jürgen Mass
- 1986 : The Second Victory (en) : Dr Sepp Kunzli
- 1986 : La ragazza dei lillà : Albert
- 1986 : Momo : Nicola
- 1987 : Nuit italienne (Notte italiana) : Tornova
- 1987 : Vado a riprendermi il gatto (en)
- 1987 : Des Teufels Paradies (de) : Schomberg
- 1988 : I ragazzi di via Panisperna : Corbino, ministro e preside di Facoltà
- 1989 : Maxantimo
- 1989 : Mat
- 1989 : Francesco : Ugolino Di Segni
- 1989 : Sauf votre respect (Try This One for Size) : Radnitz

#### Années 1990
- 1990 : La Mère de Gleb Panfilov : Rybine
- 1990 : Rosamunde (en) : Levin Austerlitz
- 1990 : La Lune noire
- 1990 : Présumé dangereux : Radnitz
- 1990 : Jours tranquilles à Clichy : Regentag
- 1990 : Cafe Europa (de) : Mikis
- 1991 : Pizza Colonia (de) : Francesco Serboli
- 1991 : Mio caro dottor Gräsler
- 1991 : Money : The Turk
- 1992 : Uomo di rispetto (it)
- 1993 : Abissinia (it) : Enzo
- 1994 : Amigomío (en) : Grandfather
- 1994 : Felidae : Blaubart (voix)
- 1996 : Alles nur Tarnung : Die Bösen: Willi Butzbach
- 1997 : Alle für die Mafia
- 1997 : Rossini : Paolo Rossini
- 1997 : Smilla (Smilla's Sense of Snow) : Capt. Sigmund Lukas
- 1997 : Les Musiciens de Brême (Die furchtlosen Vier) (voix)

#### Années 2000
- 2002 : La Nuit d'Epstein : Jochen Epstein
- 2003 : Till l'Espiègle (Till Eulenspiegel) : Bürgermeister (voix)
- 2005 : Christmoose Carol (Es ist ein Elch entsprungen) : Le Père Noël

#### Années 2010
- 2012 : Die Libelle und das Nashorn
- 2014 : Der letzte Mentsch
- 2014 : Altersglühen – Speed Dating für Senioren
- 2015 : Der Liebling des Himmels
- 2016 : Schubert in Love

### Acteur de télévision

#### Années 1950
- 1956 : Termin Julia wird gehalten de Franz Josef Wild (de)
- 1957 : Monsignores große Stunde de Fritz Umgelter : le guide touristique
- 1958 : Schwester Bonaventura : Willy Pentridge

#### Années 1960
- 1963 : Die Zwölf Geschworenen
- 1966 : Maître Puntila et son valet Matti : Matti

#### Années 1970
- 1972 : Les Aventures de Pinocchio (Le aventure di Pinocchio), de Luigi Comencini : le directeur du cirque
- 1977 : Gli Occhi del drago (feuilleton télé)

#### Années 1980
- 1981 : The Little World of Don Camillo (série télé)
- 1982 : Marco Polo (feuilleton télé) : Giovanni
- 1982 : Les Gens de Smiley (en) (Smiley's People) (feuilleton télé) : Claus Kretschmar
- 1983 : Les Tilleuls de Lautenbach : Oncle Fouchs
- 1984 : Le Vignoble des maudits (La Vigna di uve nere) : Mafioso
- 1985 : Via Mala : Jonas Laurentz
- 1985 : Olga e i suoi figli (feuilleton télé)
- 1986 : Flucht ohne Ende
- 1986 : Mino (en) (mini-série) : Lupo
- 1987 : Facciaffittasi (feuilleton télé) : Rigoletto
- 1988 : Abendstunde im Spätherbst
- 1988 : Heimatmuseum (feuilleton télé)
- 1989 : La Formula mancata (feuilleton télé)
- 1989 : Eppur si muove!
- 1989 : Oceano (feuilleton télé)
- 1989 : Keine Gondel für die Leiche
- 1989 : La Piovra 4 (feuilleton télé) : Salvatore 'Acciduzzo' Frolo
- 1989 : Gioco di società
- 1989 : L'Ivresse de la métamorphose ("Rausch der Verwandlung") (feuilleton télé) : Anthony van Boolen

#### Années 1990
- 1990 : Ex und hopp - Ein böses Spiel um Liebe, Geld und Bier : Heinrich Hartholz
- 1991 : Le Pilote du Rio Verde (Rio Verde) (feuilleton télé)
- 1991 : Klefisch - Dienstvergehen : Antonio Valetta, Toni Wielpuetz
- 1991 : Die Kaltenbach-Papiere (de) (feuilleton télé)
- 1991 : La Caverne de la rose d'or (Fantaghirò) : le roi
- 1992 : La Caverne de la rose d'or 2 (Fantaghirò 2) : le roi
- 1993 : Nom de code : Missus : Colonel Tadigov
- 1993 : König der letzten Tage (feuilleton télé) : Franz Graf Waldeck
- 1993 : Der große Bellheim (feuilleton télé) : Peter Bellheim
- 1993 : Maus und Katz : Heinz Lückert
- 1994 : Il Piccolo lord : Carl Schneibel
- 1994 : Bauernschach : Franz Hofnagel
- 1996 : Klefisch - Vorbei ist vorbei : Tony Valetta
- 1996 : Der Schattenmann (feuilleton télé) : Janusz 'Jan' Herzog
- 1996 : Tresko - Der Maulwurf : Joachim Tresko
- 1996 : Tresko - Im Visier der Drogenmafia : Joachim Tresko
- 1996 : Tresko - Amigo Affäre : Joachim Tresko
- 1998 : La Quindicesima epistola : Father Zeffirino
- 1999 : Caraibi (feuilleton télé) : Coda
- 1999 : Ama il tuo nemico : Nisticò
- 1999 : Comeback für Freddy Baker : Freddy Baker

#### Années 2000
- 2000 : Vola Sciusciù : Maggiore Stolz
- 2000 : Gioco di specchi
- 2000 : Il Ritorno del piccolo lord
- 2002 : Die Affäre Semmeling (feuilleton télé) : Walter 'Beton-Walter' Wegener
- 2002 : Die Nibelungen : Hagen
- 2003 : I Ragazzi della via Pál : Janó
- 2005 : Vera - Die Frau des Sizilianers : Carlo Scalli
- 2005 : Enigma - Eine uneingestandene Liebe : Abel Znorko
- 2006 : Karol Wojtyla - Geheimnisse eines Papstes : Peppino Mancuso
- 2007 : Rosa Roth - Der Tag wird kommen (feuilleton télé) : Waffenhändler Willem van Kleve

#### Années 2010
- 2010 : Le Secret des baleines (Das Geheimnis der Wale) de Philipp Kadelbach : Joe Waldmann
- 2011 : Dans le sillage du passé (Die lange Welle hinterm Kiel) : le professeur Martin Burian
- 2013 : Krokodil (téléfilm)
- 2013 : Pinocchio (téléfilm)
- 2016 : Winnetou – Der Mythos lebt (téléfilm en 3 parties)
- 2017 : Karl Marx, penseur visionnaire (Karl Marx, der deutsche Prophet) (TV docu-fiction biopic) de Christian Twente

## Distinctions
- Mario Adorf a son étoile sur le Boulevard des stars à Berlin.
- 1979 : Il a reçu le Hersfeld-Preis
- Croix de commandeur de l'ordre du Mérite